# قرض‌گیر
قرض‌گیر (انگلیسی: The Borrower) فیلمی در ژانر ترسناک و علمی–تخیلی به کارگردانی جان مک‌ناتن است که در سال ۱۹۹۱ منتشر شد.

## بازیگران
- را داون چونگ
- دن گوردون
- تام تولس
- تریسی آرنولد
- مدشن امیک
- تونی آمندولا
- تونیا لی ویلیامز